# Nestlé Smarties Book Prize
Nestlé Smarties Book Prize, udělovaná Youth Libraries Group a spravovaná Booktrust, oceňovala v letech 1985 až 2007 vynikající knihy pro děti vydávané ve Velké Británii. Cena byla sponzorována společností Nestlé. Jednalo se o výběr toho  nejlepšího z dětské literatury a to dotazováním aktuálních čtenářů knih pro děti. Pět dospělých vybralo seznam knih ve třech různých kategoriích určených pro věk 5 let a nižší, věk 6 až 9 let a věk 9 až 11 let. Rozhodčí byli vybráni z řad žáků pomocí soutěží ve školách po celé Velké Británii. Ze sestaveného seznamu byli vybráni zlatí, stříbrní a bronzoví ocenění dětmi ve stejném věku jako příslušná kategorie. Cena byla udělena poprvé v roce 1985 a do roku 2007 bylo oceněno přes 80 autorů literatury pro děti.